# Antena de Oro 1964
L'Edició dels Premis Antena de Oro, concedits per l'Agrupació Sindical de Ràdio i Televisió en un acte al saló del Club Pueblo presidit per de Manuel Aznar Acedo, Emilio Romero Gómez, Luis Arranz i José Castelló el 6 de maig de 1964, però corresponents a l'any 1963, va guardonar:

## Ràdio
- José María Tarrasa
- Carlos Fuertes Peralba
- Rafael Bravo Morata
- Matías Prats Cañete
- Maruja Callaved
- Domingo del Moral
- Tota Alba
- Manuel Tierno Millán
- Isidoro Martín Pascual
- Antonio G. Calderón

## Televisió
- Enrique Rubio Ortiz
- Enrique Domínguez Millán
- Federico Gallo Lacárcel
- Blanca Álvarez Mantilla
- Benjamín del Castillo
- Manuel Carballo García de la Chica
- Pedro Amalio López

## Especials
- Julita Calleja
- Gerardo Esteban Peñalva
- David Cubedo
- Jesús Álvarez